# Трампов торањ
Трампов торањ (енгл. Trump Tower) је 58-спратовни стамбени небодер висине 202 m мешовите намене на Петој авенији 721–725 у четврти Мидтаун Менхетн у Њујорку, између источне 56. и 57. улице. Зграда садржи седиште Трампове организације, као и пентхаус резиденцију њеног инвеститора, бизнисмена и каснијег америчког председника Доналда Трампа. Неколико чланова породице Трамп такође живи, или је живело, у згради. Кула се налази на парцели на којој се раније налазила главна продавница робних кућа Бонвит Телер.
Дер Скут из Swanke Hayden Connell Architects дизајнирао је Трампов торањ, а Трамп и Equitable Life Assurance Company су га развили. Иако се налази у једном од посебних зона у центру Менхетна, кула је одобрена јер је требало да буде изграђена као објекат мешовите намене. Трампу је дозвољено да дода више спратова на торњу у замену за додатни малопродајни простор и за обезбеђивање приватног јавног простора у приземљу, доњем нивоу и две отворене терасе. Током изградње било је контроверзи, укључујући уништавање историјски важних скулптура из продавнице Бонвит Телер; Трампово наводно недовољно плаћање извођача радова; и тужбу коју је Трамп поднео јер торањ није био ослобођен пореза.
Изградња зграде почела је 1979. године. Атријум, станови, канцеларије и продавнице су се отварали постепено од фебруара до новембра 1983. У почетку је било мало станара вољних да се уселе у комерцијалне и малопродајне просторе; стамбене јединице су распродате у року од неколико месеци од отварања. Након Трампове председничке кампање 2016. и каснијих избора, посећеност торња је значајно порасла, иако су безбедносни проблеми захтевали да се подручје око торња патролира неколико година.

## Локација
Трампов торањ је на адреси 721–725 Пета авенија у северном делу Мидтауна Менхетна, на источној страни Пете авеније између источне 56. и 57. улице. Налази се поред водеће продавнице Тифани & Ко на северу и 590 Медисон Авенија на истоку. Остале оближње зграде укључују ЛВМХ Торањ и Филер Билдинг на североистоку; зграда ЛП Холандер & Компанија на северу; зграда Бергдорф Гудмен и зграда Солов на северозападу; Зграда круне на западу; 712 Пета авенија и градске куће у 10 и 12 Вест 56. улица на југозападу; и 550 Медисон Авенија на југоистоку.
Главни улаз у зграду је на Петој авенији, са споредним улазом у 56. улици само за станаре. На тротоару наспрам главног улаза налази се четворострани браон-беж сат, који је креирала компанија Електрик Тајм и висок је скоро 16 ft (4,9 m). У августу 2023, Њујорк тајмс је писао да је сат постављен нелегално, пошто власник зграде, Трампова организација, није поднела захтев нити је добила дозволу. Трампова организација је коначно поднела захтев за дозволу 2015. године, али је Одељење за саобраћај града Њујорка подсетило Трампову организацију на њено „обавештење из 2015. у вези са неовлашћеним структурама“ у јулу 2023.

## Архитектура
Трампов торањ са 58 спратова је дизајнирао Дер Скут из Swanke Hayden Connell Architects. Развијен од стране инвеститора за некретнине и каснијег председника САД Доналда Трампа, он је 664 ft (202 m) висок. Највиши спрат је означен са "68" јер је, према Трампу, јавни атријум висок пет спратова заузимао висину од десет обичних спратова. Међутим, неколико писаца Блумберг ЛП-а је касније утврдило да Трампове калкулације нису узеле у обзир чињеницу да су висине плафона у Трамповом торњу биле много веће него у сличним зградама, а торањ није имао ниједан спрат са бројем 6–13. Према једном аутору, зграда може имати само 48 употребних спратова. Закључно са 2021, званични власник зграде је GMAC Commercial Mortage, према Одељењу за планирање града Њујорка.